# Sergej Prichodko

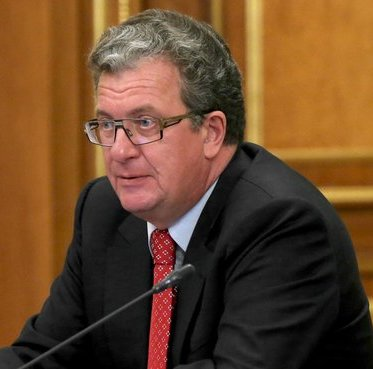
Sergej Prichodko

Sergej Edoeardovitsj Prichodko (Russisch: Сергей Эдуардович Приходько) (Moskou, 12 januari 1957 – aldaar, 26 januari 2021) was een Russische politicus en diplomaat. Tussen 2013 en 2018 was hij vicepremier in Dmitri Medvedevs kabinet, belast met de portefeuille Internationale Samenwerking.

## Biografie

### Opleiding
Prichodko werd geboren in Moskou. Hij studeerde af aan het Moskou Staatsinstituut voor Internationale Betrekkingen in 1980. Daarna werd hij diplomaat op de ambassade van de Sovjet-Unie in Tsjecho-Slowakije. In de jaren 1986-1987 was hij attaché op het Derde Secretariaat van het Directoraat voor Europese socialistische landen van het Sovjetministerie van Buitenlandse Zaken.

### Carrière
In 1992-1993 was hij Tweede, daarna Eerste secretaris van de Russische ambassade in Tsjecho-Slowakije. In de periode 1993-1997 was hij Hoofd van het Departement, waarnemend directeur van het ministerie van Buitenlandse Zaken van de Russische Federatie. Op 9 april 1997 werd hij assistent van de president van de Russische Federatie. Op 14 september 1998 werd hij plaatsvervangend Hoofd van de Presidentiële Regering van de Russische Federatie.
Sinds 2 februari 1999 was hij plaatsvervangend hoofd van de presidentiële regering van de Russische Federatie en hoofd van het Russische presidentiële buitenlands beleid. Op 26 maart 2004 werd hij assistent van de president van de Russische Federatie. Op 21 mei 2012 werd hij eerste waarnemend hoofd van de regering van de Russische Federatie. Op 9 mei 2013 werd hij operationeel Hoofd van de regering van de Russische Federatie. Op 22 mei 2013 werd hij fungerend waarnemend premier van de Russische Federatie in Dmitri Medvedevs kabinet.

### Beschuldigingen van corruptie
In februari 2018 publiceerde Russisch politiek activist Aleksej Navalny een video met de beschuldiging dat Prichodko verschillende omkoopbedragen ontving van de Russische oligarch en miljardair Oleg Deripaska, inclusief zowel prostitutie-diensten als vastgoed tot een waarde van ten minste 1,5 miljard roebel (circa 25 miljoen dollar).
.
Prichodko zelf sprak de beschuldigingen tegen en verweet Navalny "de feiten te verwarren" over zijn "vriend" Deripaska, Donald Trump en Paul Manafort, daarbij tegelijkertijd zijn wens uitsprekend om een gesprek "van man tot man" met Navalny te hebben. 
Een dag nadat de video was gepubliceerd plaatste het Staatstoezicht op de Communicatie, Roskamnadzor, de video op de Lijst van Extreme Publicaties, waardoor het kennisnemen van de video voor alle Russische ingezetenen illegaal is geworden.
- Gemeinsame Normdatei: 1175544361
- International Standard Name Identifier: 0000 0001 1993 9390
- Library of Congress Control Number: n2011035179
- Virtual International Authority File: 170952271
- WorldCat: E39PBJkXyfrG6YTMtJMj8kxqwC